# Milo Talbot, 7. Baron Talbot of Malahide
Milo John Reginald Talbot, 7. Baron Talbot of Malahide, CMG (* 1. Dezember 1912; † 14. April 1973) war ein britischer Diplomat.

## Leben
Milo John Reginald Talbot war der Sohn von Lieutenant-Colonel Hon. Milo George Talbot und Eva Joicey. Väterlicherseits war er ein Enkel von James Talbot, 4. Baron Talbot of Malahide, ein Neffe von Richard Talbot, 5. Baron Talbot of Malahide sowie ein Cousin von dessen Sohn James Talbot, 6. Baron Talbot of Malahide. Er begann selbst nach dem Besuch des 1382 gegründeten renommierten Winchester College ein Studium am Trinity College der University of Cambridge, das er mit einem Master of Arts (M.A.) beendete.
Er trat am 28. September 1937 als Dritter Sekretär in den diplomatischen Dienst (HM Diplomatic Service) ein und wurde am 28. September 1942 zum Zweiten Sekretär befördert, ehe am 1. Juni 1946 seine Beförderung in den Seventh Grade des diplomatischen Dienstes erfolgte.
Nach dem Tode seines Cousins James Talbot, 6. Baron Talbot of Malahide am 22. August 1948 erbte Milo Talbot den Titel als 7. Baron Talbot of Malahide der Peerage of Ireland sowie den Titel als 4. Baron Talbot of Malahide, of Malahide in the County of Dublin, der Peerage of the United Kingdom und wurde dadurch Mitglied des Oberhauses (House of Lords). Ebenso erbte er einige Ländereien, insbesondere das Anwesen Malahide Castle und engagierte sich als Botaniker für die Anlage und Pflege der dortigen Gärten.
1953 wurde er Leiter des Referats für Sicherheitsangelegenheiten des Außenministeriums (Foreign Office). 1954 wurde er Nachfolger von Sir Hubert Graves Botschafter in Laos und bekleidete dieses Amt bis 1956, woraufhin Leonard Holliday seine dortige Nachfolge antrat. Für seine Verdienste wurde er am 1. Januar 1957 als Companion des Order of St Michael and St George (CMG) ausgezeichnet.
Nach seinem Ausscheiden aus dem diplomatischen Dienst 1957 wurde Baron Talbot of Malahide Direktor der Irish Investment Company Ltd. 1968 wurde er Fellow der Linnean Society of London (FLS). Da er unverheiratet und kinderlos verstarb, erlosch mit seinem Tode der 1856 geschaffene Titel des Baron Talbot of Malahide aus der Peerage of the United Kingdom, während der 1831 geschaffene Titel des 8. Baron Talbot of Malahide aus der Peerage of Ireland an einen entfernten Verwandten Reginald Stanislaus Victor Talbot fiel.
Malahide Castle wiederum fiel an seine Schwester Rose Maud Talbot, der am 2. Februar 1949 durch eine Königliche Vorrangurkunde Royal Warrant of Precedence der persönliche Titel der Tochter eines Barons (Baron’s daughter) zugesprochen wurde. Rose Talbot verkaufte die Burg an die Republik Irland, um die Erbschaftssteuer bezahlen zu können. Große Teile der Einrichtung, darunter besonders Möbel, mussten vorab verkauft werden, was zu einem erheblichen öffentlichen Streit führte, aber privaten Sammlern und dem Staat gelang es, einiges davon zu retten.